# Lomaptera louisi
Lomaptera louisi är en skalbaggsart som beskrevs av Audureau 2000. Lomaptera louisi ingår i släktet Lomaptera och familjen Cetoniidae. Inga underarter finns listade i Catalogue of Life.